# 奇想天外SF新人賞
奇想天外SF新人賞（きそうてんがいエスエフしんじんしょう）は、1977年から1980年まで、奇想天外誌で行われたSF小説の新人賞である。1980年に第3回で終了した。
選考委員は星新一、小松左京、筒井康隆。

## 受賞作
第1回（1978年2月号発表）
- 入選 該当作なし
  - 佳作
    - 『あたしの中の……』新井素子
    - 『カッチン』大和眞也
    - 『ぼくの思い出がほんとうなら』藤原金象
    - 『ローレライの星』美作和男
    - 『スタンピード!』山本弘

第2回（1979年3月号発表）
- 入選 該当作なし
  - 佳作
    - 『一三七機動旅団』甲州
    - 『ヘル・ドリーム』竜山守
    - 『名のない家』牧野ねこ

第3回（1980年9月号発表）
- 入選 該当作なし
  - 佳作
    - 『ドッグファイター』児島冬樹
    - 『笑う宇宙』中原涼